# 隋所居
隋所居（1561年—1629年），字奉素，號復初，山东青州府诸城县军籍，明朝政治人物。

## 生平
萬曆十九年（1591年），隋所居中式辛卯科山东第三十名举人，萬曆三十五年（1608年）登丁未科进士，任内阁中书舍人，授徵仕郎，地清华，无鞅掌，日讨论诸司故实，两使督饷关西，所至杜馈遗迹，归橐萧然。丁内外艰，起补原官。四十四年擢四川道监察御史，四十七年以病归，未竟其用。所居性笃厚，田宅尽与诸弟，为子隋珠聘于周氏，而女痿废，周求解婚，所居不许，第以娶瞽之谊，诲珠竟成礼。家居十年卒，年六十九。

## 家族
其先自莱阳迁居县之福胜里，曾祖隋雄。祖父隋準，省祭官。父隋光溥，字子周，冠帶生员，有隐德。母李氏，継母邴氏。严侍下。兄所尚、所志。弟所觀、所性、所脩。
子隋琳，字宪初，清顺治二年岁贡，授襄阳府推官，迁辰州府同知。